# Principado de Benevento
El principado de Benevento fue un título nobiliario de origen francés concedido al político y diplomático Charles Maurice de Talleyrand por Napoléon Bonaparte durante la época del Primer Imperio francés. El título fue dado por el emperador a Talleyrand en 1806, como recompensa por sus servicios para con su persona y con el imperio y cuyo territorio adjunto corresponde a la ciudad de Benevento, una ciudad italiana que perteneció al Primer Imperio Francés durante el tiempo en que este poseyó a Italia como estado satélite.
El principado fue ocupado a finales de enero de 1814 por las tropas de Joaquín Murat, que el 11 se había aliado con los austriacos contra Napoleón. 
Talleyrand conservó el título hasta la derrota definitiva de Napoleón y la caída del Imperio francés, cuando tras la batalla de Waterloo y el Congreso de Viena todos los territorios de Italia fueron desligados del moribundo Imperio napoleónico y pasando a manos de su anterior poseedor la Santa Sede el 21 de mayo, con lo cual se recupera la ciudad de Benevento causando la abolición del título en 1815, motivo por el cual Talleyrand fue el único en poseerlo.